# Eri Hiramatsu
Eri Hiramatsu (平松愛理, Hiramatsu Eri, née le 8 mars 1964) est une chanteuse et auteur japonaise, qui débute en 1989.
En 1994, elle s'est mariée avec Shimizu Nobuyuki (清水信之, Nobuyuki Shimizu) pendant 11 ans jusqu'à leur divorce en 2005. En 1996, le couple a donné naissance à un enfant.

## Discographie
| - 青春のアルバム (1989.2.21) - 太陽のストライキ (1989.7.21) - 駅のない遮断機 (1989.11.21) - 月のランプ (1990.5.21) - 素敵なルネッサンス (1990.12.5) - 虹がきらい (1991.5.21) - 思い出の坂道 (1991.11.21) - 部屋とYシャツと私 (1992.3.21) - マイ セレナーデ (1992.6.3) - もう 笑うしかない (1992.9.2) - Single is Best!? (1993.3.8) - 戻れない道 (1993.11.3) - 一夜一代に夢見頃 (1994.2.2) - 女 (ハナ）の命は短くて (1994.7.21) - あなたのいない休日 (1994.10.21) - - 美し都～がんばろやWe love KOBE～ (1995.4.21) - おしえて神様 (1995.11.20) - Midnight Sun (1996.5.17) - ビビッとドキッとGood Day (1996.9.23) - 宇宙でたったひとつの今日 (1997.6.4) - この街のどこかで (1997.9.3) - Endless Moment (1999.4.21) - ウサバラ・DE・東京 (2000.6.16) - 愛情レストラン (2001.11.21) - YOU ARE MINE／部屋とYシャツと私2004 (2004.4.21) - 蒼い芝生 (2005.7.11) | - TREASURE (1989.2.21) - とっておきの20秒 (1989.11.21) - MY DEAR (1990.12.15) - redeem (1991.11.27) - Erhythm (1992.9.18) - 一夜一代に夢見頃 (1993.12.17) - 7 DAYS GIRL (1994.11.11) - Reborn (1996.7.22) - fine day (1997.12.3) - Usa-Bara (2000.9.1) - 秋の虹 (2004.10.6) - Single is Best (1993.4.7) - Eri’s“B”Good (1996.1.19) (mini album de faces B) - Ballad Best Collection 可憐～Karen～ (1998.2.18) - Best Selection ～青春のアルバム～ (1999.6.2) - Anthology BEST (2002.4.17) - 自分次第。 (2003.9.25) - THE SINGLE BEST (2005.11.16) |